# Cisell de tall corbat

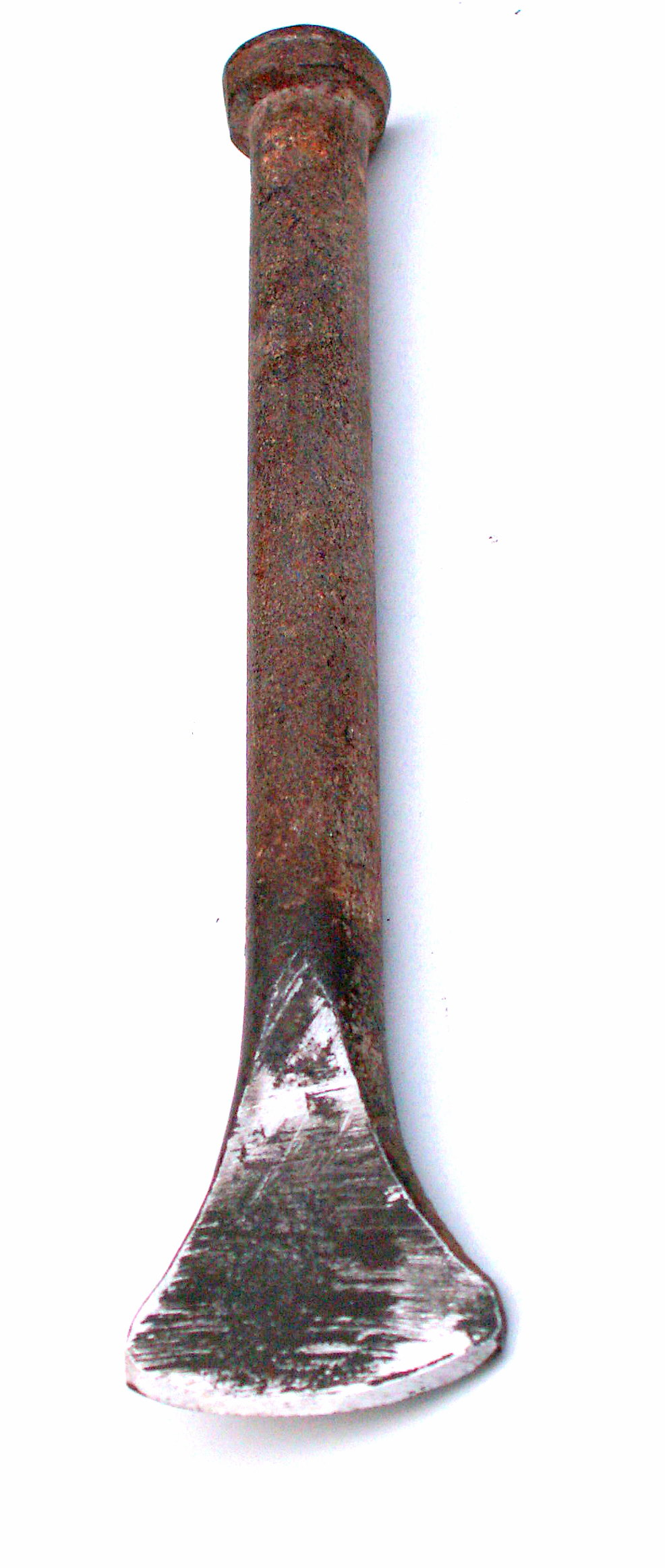
Cisell de tall corbat

El cisell de tall corbat és una eina per treballar la pedra en superfícies còncaves o per fer-hi perforacions o concavitats.
Es caracteritza pel seu tall, de doble bisell però corbat sense arribar a fer un semicercle, amb una amplada de tall compresa entre els 4 i els 10 mm. La cabota pot ser plana o adaptable a un martell pneumàtic.
D.A.: Acostuma a tenir uns 20 cm de llargària